# The Network
The Network är ett amerikanskt new wave-band som bildades 2003.

## Medlemmar
The Network består av sex personer.
- Fink - Sångare. Billie Joe Armstrong
- Van Gough - Bas och sång. Mike Dirnt
- The Snoo - Trummis. Tré Cool
- Captain Underpants - Keytar. Sägs vara ljudteknikern Peter Reto.
- Z - Keyboard. Troligtvis ljudteknikern Chris Dugan.
- Balducci - Gitarr. Jason White